# Aulacomniaceae
Aulacomniaceae é uma familia de musgos. Compreende 6 géneros com 114 espécies descritas, mas de entre estas apenas 22 são presentemente consideradas como validamente descritas. Algumas classificações mantêm estas espécies integradas na ordem Aulacomniales.

## Taxonomia
A família Aulacomniaceae foi descrita por Guillaume Philippe Schimper e publicado em Synopsis Muscorum Europaeorum CXXXIX, 411. 1860. A família foi até recentemente classificada na ordem Rhizogoniales.

## Géneros
A família Aulacomniaceae inclui os seguintes géneros:
- Arrhenopterum
- Aulacomnium
- Fusiconia
- Gymnocephalus
- Orthopyxis
- Sphaerocephalus